# Michael Hordern
Michael Hordern (4 de octubre de 1911-2 de mayo de 1995) fue un actor inglés nombrado caballero en 1983 por sus servicios al teatro.

## Biografía

### Primeros años
Su nombre completo era Michael Murray Hordern, y nació en Berkhamsted, Inglaterra, estudiando en el Brighton College, al igual que su hermano Peter. Actuó en la escuela, y posteriormente como aficionado con el St. Pancras People's Theatre. Antes de dedicarse a la actuación trabajó como profesor y como viajante de comercio. En 1937 hizo su debut teatral en el People's Palace, en el este de Londres, haciendo un pequeño papel en Otelo, y al final de ese año se sumó a la compañía de repertorio del Little Theatre de Bristol. Aquí conoció a su futura esposa, la actriz Grace Eveline Mortimer, con la que se casó en 1943. El matrimonio duró hasta el fallecimiento de Mortimer en Londres en 1986. Tuvieron una hija, Joanna.

### Trabajo teatral
Su trabajo teatral, para la Royal Shakespeare Company en Stratford-upon-Avon y en Londres, en el Old Vic y en el West End, demostró su amplia gama de registros y su personal voz. Además de muchos papeles en obras de William Shakespeare (Jaques en Como gustéis,  Casio en Julio César, Polonio en Hamlet, Malvolio en Noche de reyes), Hordern trabajó en obras de August Strindberg, Antón Chéjov, Henrik Ibsen, Arthur Wing Pinero, Harold Pinter,  Friedrich Dürrenmatt, Edward Albee, Alan Ayckbourn, Friedrich Dürrenmatt - Los físicos - y Tom Stoppard.
Su interpretación teatral más lograda quizá fuese la de El rey Lear, en un montaje dirigido por Jonathan Miller en el Nottingham Playhouse en 1970. Volvió a interpretar el papel para Miller en otras dos ocasiones, en 1975, y así como en la serie de la BBC Television Shakespeare en 1982, sin duda uno de los mejores momentos de dicha serie. En 1978 volvió a Stratford para interpretar a Próspero en La tempestad, donde estuvo igual de admirable. Esta obra también se versionó en la BBC Shakespeare en 1980.

### Cine, televisión y radio
Hordern apareció más de 160 veces en el cine, habitualmente en papeles de carácter, incluyendo Passport to Pimlico (1949), Scrooge (1951, como Jacob Marley; fue Ebenezer Scrooge en una adaptación televisiva de 1977), The Heart of the Matter (1953), Grand National Night (1953),The Spanish Gardener (1956), Sink the Bismarck! (1960), El Cid (1961), Cleopatra (1963), The V.I.P.s (1963), The Spy Who Came in from the Cold (El espía que surgió del frío) (1965), Khartoum (1966), A Funny Thing Happened on the Way to the Forum (Golfus de Roma) (1966), The Taming of the Shrew (La mujer indomable) (1967), El desafío de las águilas (1969), Ana de los mil días (1969), England Made Me (Inglaterra me hizo) (1972), Alice's Adventures in Wonderland (1972),  Juggernaut (1974), The Slipper and the Rose (1976), Shogun (1980), Gandhi (1982). 
En 1968 interpretó al personaje principal de la adaptación de Jonathan Miller para la TV del cuento de fantasmas de Montague Rhodes James Oh, Whistle, and I'll Come to You, My Lad y, por coincidencia, unos años más tarde narró diecinueve historias sobrenaturales de M. R. James, editadas en cuatro colecciones de cintas de audio por Argo Records en la década de 1980. En 1986 trabajó en la serie televisiva Paradise Postponed, y en 1992 grabó dos cintas con el relato de John Mortimer Rumpole on Trial. Hordern hizo otros trabajos como actor de voz, entre ellos Paddington y la voz de Badger en la serie de los ochenta The Wind in the Willows. También fue actor de voz en el film de Stanley Kubrick Barry Lyndon, así como en la producción de dibujos animados de Martin Rosen que adaptaba la novela de Richard Adams La colina de Watership.
En la radio fue Gandalf en la adaptación para la BBC de la obra de J. R. R. Tolkien El Señor de los Anillos (1981); Merlín, en una adaptación de la novela de T. H. White The Sword in the Stone (1982); y el famoso Jeeves de P. G. Wodehouse en varias series de los años setenta.
El compendio de las lecturas de Sir Michael Hordern realizadas en 1991 sobre la obra de C. S. Lewis' Las Crónicas de Narnia, siguen siendo un clásico de la interpretación de la misma.

### Últimos años
En televisión interpretó Tartufo para la BBC en 1971, y al Profesor Marvin en The History Man, en 1980. También actuó en varios seriales dramáticos, siendo su última interpretación para TV la de Middlemarch (1994). 
Michael Hordern falleció en Oxford, Inglaterra, en 1995, a causa de una nefropatía. Poco antes de su fallecimiento, el Brighton College dio su nombre a una sala en la que se encuentra una figura suya en bronce, de la cual tiene una copia la National Portrait Gallery en Londres.

## Filmografía (parcial)
- The Years Between (1946).
- School for Secrets (1946).
- A Girl in a Million (1948).
- Night Beat (1947).
- The Small Voice (1947).
- Third Time Lucky (1948).
- Portrait from Life (1948).
- Good-Time Girl (1948).
- Passport to Pimlico (1949).
- Train of Events (1949).
- The Magic Box (1951).
- Scrooge (1951).
- Tom Brown's Schooldays (1951).
- The Card (1952).
- Forbidden Cargo (1954).
- Storm Over the Nile (Tempestad sobre el Nilo) (1955).
- The Dark Avenger (Seis esposas para un marido) (1955).
- The Constant Husband (1955).
- The Night My Number Came Up (1955).
- Alexander the Great (Alejandro Magno) (1956).
- The Man Who Never Was (El hombre que nunca existió) (1956).
- Pacific Destiny (1956).
- Sink the Bismarck! (1960).
- Without the Grail (1960).
- El Cid (1961).
- Genghis Khan (1965).
- The Taming of the Shrew (1967).
- El desafío de las águilas (1969).
- Up Pompeii (1971).
- El hombre de Mackintosh (1973).
- Barry Lyndon (1975).